# 石巻市立大須中学校
石巻市立大須中学校（いしのまきしりつ おおすちゅうがっこう）は、宮城県石巻市にあった公立中学校である。

## 沿革
- 1958年（昭和33年）4月1日 - 雄勝町立船越中学校より独立開校。
- 2005年（平成17年）4月1日 - 広域合併により、石巻市立大須中学校に改称
- 2017年（平成29年）3月31日 - 石巻市立雄勝中学校と統合し、閉校。

## 学区
- 石巻市立大須小学校学区[3]

## 著名な出身者
- 藤井直伸 - バレーボール選手